# Chaetocrepis
Chaetocrepis besckii es una  especie de coleóptero adéfago de la familia Carabidae y el único miembro del género monotípico Chaetocrepis.